# Margaret Knighton
Pour les articles homonymes, voir Knighton.
Margareth Valerie "Marges" Knighton-Carline, née le 14 février 1955 à Sheffield, est une cavalière de concours complet néo-zélandaise.
Elle dispute les Jeux olympiques d'été de 1988, remportant la médaille de bronze en concours complet par équipe.